# Marike van Lier Lels
Marike van Lier Lels (Delft, 19 oktober 1959) is een Nederlandse zakenvrouw. Zij vervulde tot 2005 directiefuncties bij grote ondernemingen. Later vervulde ze verschillende commissariaten en adviesfuncties. In 1998 werd ze uitgeroepen tot zakenvrouw van het jaar. Ook werd ze in 2004 en 2011 uitgeroepen tot machtigste vrouw in het Nederlandse bedrijfsleven.

## Biografie
Marike van Lier Lels is geboren in Delft en haalde haar eindexamen Gymnasium bèta bij het Stedelijk gymnasium in Leeuwarden. Ze rondde haar opleiding HTS Scheepsbouwkunde in Dordrecht cum laude af, waarna ze in 1986 afstudeerde in Rederijkunde aan de Technische Universiteit Delft. Hierna is ze in verschillende functies werkzaam geweest bij onder meer Koninklijke Nedlloyd Rotterdam, Deutsche Post Euro Express, Van Gend & Loos 1995-2000 (algemeen directeur), en van 2000-2005 bij Schiphol als lid Raad van Bestuur (COO, d.w.z. Chief operating officer).
Sinds 2005 vervult ze commissariaten bij onder andere Maersk, Connexxion (tot 2009), KPN, USG People, Reed Elsevier, TKH Group, NS en RELX. Ze heeft adviesfuncties bij onder andere de Raad voor de Leefomgeving en infrastructuur. 
Ook was zij sinds 2013 lid van de raad van commissarissen van Eneco. Tijdens een crisis bij dat bedrijf in juli 2018 trad zij daar af.      
Ze is lid van de raad van toezicht van de Stichting Natuur en Milieu.